# Сторково (Щецинецький повіт)
Сторково (пол. Storkowo) — село в Польщі, у гміні Ґжмьонца Щецинецького повіту Західнопоморського воєводства.
Населення — 146 осіб (2011).

## Демографія
Демографічна структура станом на 31 березня 2011 року:
|          | Загалом | Допрацездатний вік | Працездатний вік | Постпрацездатний вік |
| -------- | ------- | ------------------ | ---------------- | -------------------- |
| Чоловіки | 81      | 25                 | 51               | 5                    |
| Жінки    | 65      | 17                 | 37               | 11                   |
| Разом    | 146     | 42                 | 88               | 16                   |